# Alois Kubita
Alois Kubita (25. ledna 1892 Bobrová - 6. července 1954 Praha) byl československý brigádní generál letectva a pilot. Působil v Royal Air Force jako zástupce divizního generála Karla Janouška a styčný důstojník československých zahraničních ozbrojených sil u RAF. Stál u zformování československých perutí a u československo-britské vojenské dohody z 25. října 1940.

## Studia a I. světová válka

### Studia a vojenská služba
Narodil se 25. ledna v obci Bobrová na Novoměstsku. Absolvoval českou reálku v Novém Městě na Moravě a v Brně, kde se rozhodl pro službu u armády. Mezi lety 1908-1912 studoval kadetní školu v Králově Poli, aby v září 1912 nastoupil službu u 91. pěšího pluku v Praze, se kterým se poté v roce 1913 přesunul do nové posádky Theodo-Budna. V květnu 1914 byl povýšen na poručíka a v této hodnosti nastoupil po vyhlášení války na frontu.

### První světová válka
Bojoval na černohorské, srbské, rumunské i italské frontě, přitom byl třikrát zraněn. V těchto bojů získal několik medailí a řádů včetně Vojenská záslužná medaile (Signum Laudis). V Srbsku a Černé Hoře bojoval jako velitel čety výzvědného oddílu u 91 pluku již od konce července 1914. Dne 24. listopadu byl raněn na pravé paži a musel se půl roku léčit. Následně působil tři měsíce v Mostě jako instruktor v záložní důstojnícké škole 91. pluku. V červenci 1915 byl povýšen na nadporučíka a jmenován velitelem 4/91 setniny se kterou se přesunul do Itálie, kde byl v říjnu zasažen střepinou do hlavy a odsunut. K jednotce se vrátil až v únoru 1916, ale zakrátko onemocněl a musel znovu do nemocnice.
Po zotavení v červnu 1916 se stal velitelem náhradní roty a v říjnu velitelem úderné setniny při bitvě u Soči, kde jej v květnu 1917 zasáhly střepiny z granátu.
K pěchotě se po rekonvalescenci nevrátil, ale v červenci 1917 ve Vídeňském Novém Městě nastoupil do kurzu leteckých pozorovatelů. Na bojiště se vrátil v září 1917 k 44. letecké rotě (Flik 44), která bojovala na rumunské frontě. Poté, co Rumuni uzavřeli příměří, rota se koncem ledna 1918 přesunula do Itálie. Zde byl 28. února sestřelen a v zajetí zůstal až do konce války.

## Služba v československé armádě a mise do Británie
Po návratu do vlasti a téměř roční dovolené na zotavenou, byl v srpnu 1920 přijat do československé armády, kde byl ustaven velitelem technické roty u Pěšího pluku 23 v Bratislavě. V červnu 1921 byl převelen k letectvu, kde po uplynutí zkušební doby byl od února 1922 členem 2. letecké roty v Praze. Prodělal i pilotní výcvik, který dokončil v listopadu 1922 v Chebu. Ve stejnou dobu byl povýšena do hodnosti kapitána. Od června 1923 velel 2. letecké rotě (později letce) v Praze, mezi srpnem a listopadem 1924 absolvoval stáž v britském Vojenském leteckém výzkumném ustavu, v červnu 1925 absolvoval v Chebu stíhací kurz, poté se vrátil k druhé letce, ale už následující měsíc odjel do Košic kde začal velet 7. letce. Od září 1926 velel Pilotní škole VLU přemístěné z Chebu do Prostějova.

### Diplomatická mise
Roku 1927 přešel do diplomatických služeb. Díky znalosti jazyků (němčina, angličtina, francouzština, italština) a vytříbenému společenskému chování se k této práci hodil. Působil ve funkci vojenského a leteckého atašé ve Spojeném království. V rámci tohoto zařazení se zúčastnil v ohijském Clevelandu leteckých závodů v roce 1931, kde získal řadu kontaktů a znalost britského civilního i vojenského prostředí, která se ukázala jako zásadní pro jeho další válečné působení.

## Služba v československé armádě před druhou světovou válkou
Po návratu z Británie byl povýšen do hodnosti majora a převelen na MNO, konkrétně na III/1. oddělení. Navíc dále létal a zvyšoval svou pilotní kvalifikaci. V dubnu 1931 absolvoval kurz nočního létání a létání podle přístrojů, následující rok k těmto přidal kurz obrany proti letadlům pro důstojníky generálního štábu a vyšší důstojníky zbraní. V únoru 1932 byl opět převelen na Slovensko, kde se stal přednostou letecké skupiny zemského vojenského velitelství v Bratislavě. Od dubna 1933 velel III/3 peruti Leteckého pluku 3 Generála-letce M. R. Štefánika ve Vajnorech a Piešťanech. V září se vrátil do Čech, kde velel III/1 peruti Leteckého pluku 1 T. G. Masaryka v Chebu. Ani zde dlouho nezůstal, již v únoru 1934 se vrátil ke 3. peruti do Piešťan, kde zůstal až do zániku republiky.
Mezitím roku 1935 absolvoval kurz velitele oddílů. V únoru 1936 byl povýšen na podplukovníka a v dubnu 1936 absolvoval kurz pro velitele vojskových těles, díky čemuž mohl velet pluku. Navíc mu mezi lety 1924-1935 bylo uděleno celkem šest pochvalných uznání, což nebylo běžné. Již roku 1924 ho zástupci spojenecké Francie dekorovali řádem Čestné legie ve stupni Chevalier.
Během mobilizace na podzim 1938 velel na Slovensku III/3 peruti, vyzbrojené stíhacími dvojplošníky Avia B-534 ve třech letkách (37., 38. a 39.). Po vyhlášení Slovenského štátu 14. března 1939 odešel s českým personálem zpět do Čech, kde byl v červenci 1939 propuštěn z vojenské služby a byl zaměstnán na Ministerstvu sociální a zdravotní správy.

## Druhá světová válka
V únoru 1940 odešel do exilu a po dvouměsíční cestě Balkánem a Středozemním mořem dorazil do Francie, kde od poloviny dubna pobýval u letecké skupiny v Agde. Dne 19. června, dva dny po francouzské žádosti o příměří, odplul se skupinou letců lodí Karanan do Velké Británie.

### Služba ve Spojeném království
Na Britských ostrovech společně s Karlem Janouškem a plk. letectva Josefem Berounským jednali na postupném začlenění československých pilotů do RAF. Výhodu měl i v tom, že před válkou zde byl na diplomatické misi a bezvadně ovládal angličtinu (vzhledem k republikové orientaci na Francii většina důstojníků ovládala více francouzštinu).
Díky jejich práci mohly vzniknout čtyři československé perutě:
- 12. července 1940 - 310. stíhací peruť v Duxfordu
- 29. července 1940 - 311. bombardovací peruť v Honingtonu
- 5. září 1940 - 312. stíhací peruť v Duxfordu
- 10. května 1941 - 313. stíhací peruť v Cattericku

V RAF sloužili Čechoslováci i u jiných perutí, například u 1. (stíhací) peruti (britské), u 68. (noční stíhací) peruti (britské) a dalších. Díky jejich obětavému bojovému nasazení a práci Aloise Kubity bylo možno ze stíhacích perutí dne 3. května 1942 utvořit v Exeteru Československé stíhací křídlo (Czechoslovak Fighter Wing). V rámci toho došlo k začlenění československého exilového letectva do Dobrovolnické zálohy Královského letectva (Royal Air Force Volunteer Reserve, RAF VR) po dobu trvání války, a byla podepsána československo-britská vojenská dohoda z 25. října 1940.

### Služba v RAF
Do RAF vstoupil 12. července 1940 a v hodnosti Wing Comander začal působit na Inspektorátu československého letectva v Londýně, kde od 5. června v hodnosti Group Captain zastával na krátkou dobu funkci náčelníka štábu, tedy fakticky zástupce inspektora A/V/M (Air Vice Marshall) Karla Janouška.
Postupně po čtyři další roky vykonával funkce československého styčného důstojníka u různých velitelství RAF, pod kterými sloužili českoslovenští letci:
- Bomber Command (od října 1941)
- Coastal Command (od října 1942)
- Transport Command (od prosince 1943)

Navíc se zúčastňoval i operačních letů. Například 30. října 1942 se s osádkou F/O Václava Kordy účastnil protiponorkové hlídky nad Biskajským zálivem jako přední střelec. Se stejným pilotem obsolvoval i let 26. listopadu 1942. Díky těmto misím odlétal (někdy jako nadpočetný člen, někdy jako palubní střelec) s 311. bombardovací perutí u bombardovacího i pobřežního velitelství celkem 92 operačních hodin, které představovaly deset operačních letů.
V srpnu 1944 byl povýšen do hodnosti plukovníka a po vzniku Československého leteckého dopravního oddílu (Czechoslovak Air Force Transport Pool, CAF TP) byl jmenován jeho styčným důstojníkem. Stal se též členem letecké poradní komise u londýnského Ministerstva veřejných prací, který připravovala reorganizace poválečné letecké dopravy v Československu. Koncem roku se zúčastnil s A/V/M Karlem Janouškem konference ICAO v Chicagu.
Již v říjnu 1942 byl navržen britskou stranou na vyznamenání Řádem Britského Impéria III. třídy (Comander of the Most Excellent Order of the British Empire, CBE). 7. června byl společně s G/Cpt Josefem Schejbalem dekorován tímto řádem za přítomnosti Vrchního velitele pobřežního letectva A/M Sira Johna Slessora, KCB, DSO, MC, který jim 12. května 1942 udělil král Jiří VI.
Navíc mu byla udělena The 1939-1945 Star and Defence Medal. Od československé vlády dostal Československý válečný kříž, Československou medaili Za chrabrost, Československou medaili Za zásluhy I. stupně a Pamětní medaili československé zahraniční armády (štítky F a VB)

## Poválečný život
V květnu 1945 byl povýšen do hodnosti brigádního generála, a po návratu do vlasti působil na Hlavním štábu velitelství letectva, od září 1946 působil jako přednosta nového V. (letecko-technického) odboru MNO a v srpnu 1947 nastoupil dvouletou neplacenou dovolenou, aby mohl být vládou jmenován vrchním ředitelem Československých aerolinií.
Roku 1948 jej Jugoslávci vyznamenali Ordenom Bratstva i jedinstva, a stal se i jedním z mála Čechoslováků kterým byl udělen belgický Leopoldův řád (Leopold-Orden). I tento řád dostal roku 1948.
V listopadu 1948, v 56 letech se v Praze oženil a po vypršení zmíněné dovolené se v červnu 1948 vrátil do armády ve funkci velitele leteckého týlu, kterou vykonával až do penzionování v létě roku 1950.
O čtyři roky později, 6. července 1954 ve věku 62 let zemřel.

## Vyznamenání
- Řád čestné legie, V. třída – rytíř, 1924 (Francie)
- Řád britského impéria, III. třída - komandér (CBE), 1943 (Velká Británie)
- Řád Leopolda [1], V. třída- rytíř, 1948 (Belgie)
- Řád bratrství a jednoty[2], II. třída (se stříbrným věncem), (Jugoslávie)
- Pamětní medaile československé armády v zahraničí
- Československý válečný kříž 1939
- Československá medaile Za chrabrost před nepřítelem
- Československá vojenská medaile za zásluhy, I. stupeň
- Vojenská záslužná medaile, stříbrná (Rakousko-Uhersko)
- Vojenská záslužná medaile, stříbrná, udělena podruhé (Rakousko-Uhersko)
- Karlův vojenský kříž, (Rakousko-Uhersko)
- Hvězda 1939–1945 [3], (Velká Británie)
- Defence Medal [4], (Velká Británie)
- Vojenský záslužný kříž, III. třída, (Rakousko-Uhersko)
- Vojenská záslužná medaile, bronzová, (Rakousko-Uhersko)